# حشره‌خوارهای کور
حشره‌خوارهای کور (نام علمی: Anourosorex) نام یک سرده از زیرخانواده حشره‌خوارهای دندان‌سرخ است.

## گونه‌ها
- حشره‌خوار کور آسام (A. assamensis)
- حشره‌خوار کور بزرگ (A. schmidi)
- حشره‌خوار کور چینی (A. squamipes)
- حشره‌خوار کور تایوانی (A. yamashinai)